# Sjösnor

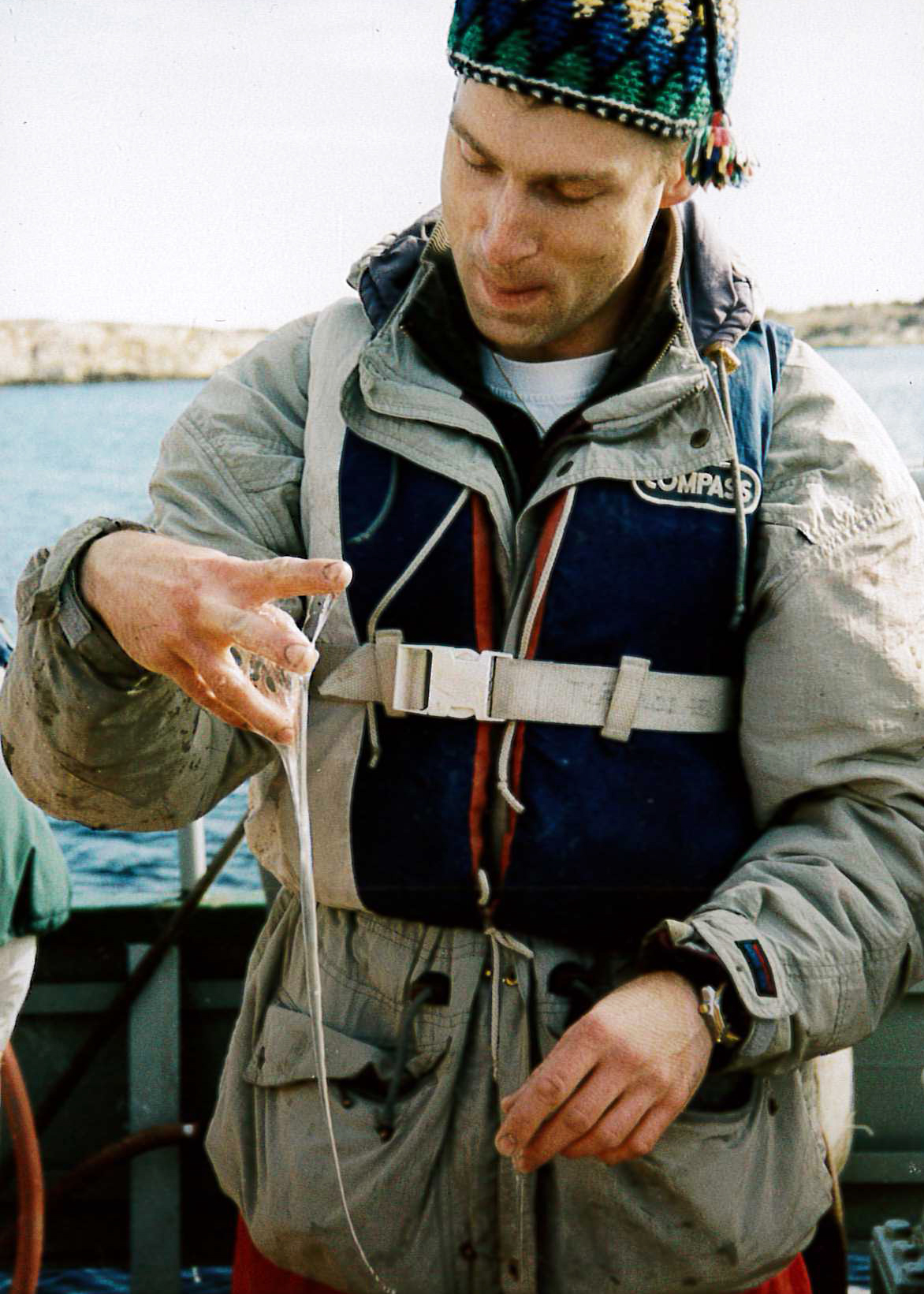
Sjösnor, Tjärnö marinbiologiska laboratorium.

Sjösnor är ett slem som bildas på vattenytan i sjöar och hav. Det uppkommer när alger får för mycket näring som ofta kommer från avfall, avlopp och avrinning från åkrar. Slemmet lägger sig som en filt över vattenytan vid lugnt vatten och höga vattentemperaturer. Det drar till sig virus och bakterier som kolibakterier. Sjösnor beror på ungefär samma mekanismer som algblomning.